# Франко Б
Франко Б (енгл. Franko B; рођен 1960. у Милану, Италија) је енглески перформанс уметник нове генерације.
Франко Б је напустио Италију крајем седамдесетих година 20. века и отишао у Лондон на Камбервел колеџ уметности и Челси колеџ уметности. Његова уметничка пракса укључује медије попут боди арта, перформанса, видео уметности, фотографије, сликарства, инсталација, колажа. Пажњу светске уметничке сцене задобио је перформансом у којем хода по белом платну налик на модну ревију док је он наг прекривен белим пигментом и из вена на рукама му тече крв остављајући крваве трагове на платну. Франко Б је излагао и изводио перформансе широм света, a 2002. је извео перформанс "I miss you" у Студентском културном центру Београда. Објављене су три монографије о његовом раду:
- „“ (1997),
- „“ (2001) и
- „“ (2007).

Франко Б је објавио књигу која је својеврсни фото пројекат под називом „Still Life“ (2003).
У априлу 2013. године један од радова Франка Б, нашао се на омоту албума "New Hope for the Dead" енглеске пост панк групе UK Decay.